# Pray (singel Justina Biebera)
Pray (pol. Obdarowywać) - singel kanadyjskiego piosenkarza Justina Biebera, promujący album My Worlds: The Collection. Piosenkę wydano 3 grudnia 2010, a jej producentem jest The Messengers.